# Choetospilisca tabidoides
Choetospilisca tabidoides är en stekelart som beskrevs av Karl-Johan Hedqvist 1969. Choetospilisca tabidoides ingår i släktet Choetospilisca och familjen puppglanssteklar. Inga underarter finns listade i Catalogue of Life.